# 伏古インターチェンジ
伏古インターチェンジ（ふしこインターチェンジ）は、北海道札幌市東区にある札樽自動車道のハーフインターチェンジ。
上り線（小樽方向）出口、下り線（旭川・苫小牧方向）入口が設置されている。

## 歴史
- 1992年（平成4年）9月30日：札幌西IC - 札幌JCT間の開通に伴い供用開始。

## 周辺
伏古
- 勤医協札幌看護学校

丘珠町
- 丘珠郵便局
- 札幌飛行場（丘珠空港）
  - 陸上自衛隊北部方面航空隊丘珠駐屯地
- 札幌コミュニティドーム（つどーむ）

北丘珠
- サッポロさとらんど

モエレ沼公園
- モエレ沼公園

中沼
- モエレ天然温泉たまゆらの杜

## 接続する道路
- 直接接続
  - 国道274号（札幌新道）
  - 北海道道112号札幌当別線（伏古拓北通）
- 間接接続
  - 北海道道273号花畔札幌線（苗穂丘珠通）

## 料金所

### 入口
- レーン数：2
  - ETC専用：1
  - ETC・一般：1

### 出口
- 均一区間のためなし。

## 隣
E5A 札樽自動車道
(1) 雁来IC - (2) 伏古IC -  (3) 札幌北（第一）IC - (4) 札幌北（第二）IC